# سرو کاپوراتا
سرو کاپوراتا (به اسپانیایی: Cerro Elena Capurata) یک کوه در بولیوی است. سرو کاپوراتا ۶٬۰۱۳ متر بالاتر از سطح دریا واقع شده‌است.